# (7498) Blaník
(7498) Blaník – planetoida z grupy pasa głównego asteroid okrążająca Słońce w ciągu 5 lat i 243 dni w średniej odległości 3,18 j.a. Została odkryta 16 stycznia 1996 roku w Obserwatorium Kleť przez Zdenka Moravca. Nazwa planetoidy pochodzi od wzgórza Blaník położonego około 50 km na południowy wschód od Pragi. Przed nadaniem nazwy planetoida nosiła oznaczenie tymczasowe (7498) 1996 BF.